# Karmelitinnenkloster Ars
Das Karmelitinnenkloster Ars ist ein Kloster der Karmelitinnen in Ars-sur-Formans, Département Ain, im Bistum Belley-Ars in Frankreich.

## Geschichte
Die Oberin des Karmelitinnenklosters Reims (1633–1990er Jahre) hatte in den 1930er Jahren die Idee einer Neugründung am Wirkungsort des heiligen Pfarrers von Ars. Im Zusammenwirken von Kardinal Emmanuel Suhard, Erzbischof von Reims und Verehrer der heiligen Karmelitin Therese von Lisieux, und Bischof Amédée-Marie-Alexis Maisonobe von Belley-Ars gelang am 8. Dezember 1939 die Gründung des Klosters in der heutigen Rue du Carmel 128. Die Gründungsoberin Mutter Marie-Louise starb 1942. Papst Johannes Paul II. besuchte das Kloster am 6. Oktober 1986. Es nennt sich Carmel du St Curé d’Ars et de Ste Thérèse de l’Enfant Jésus.

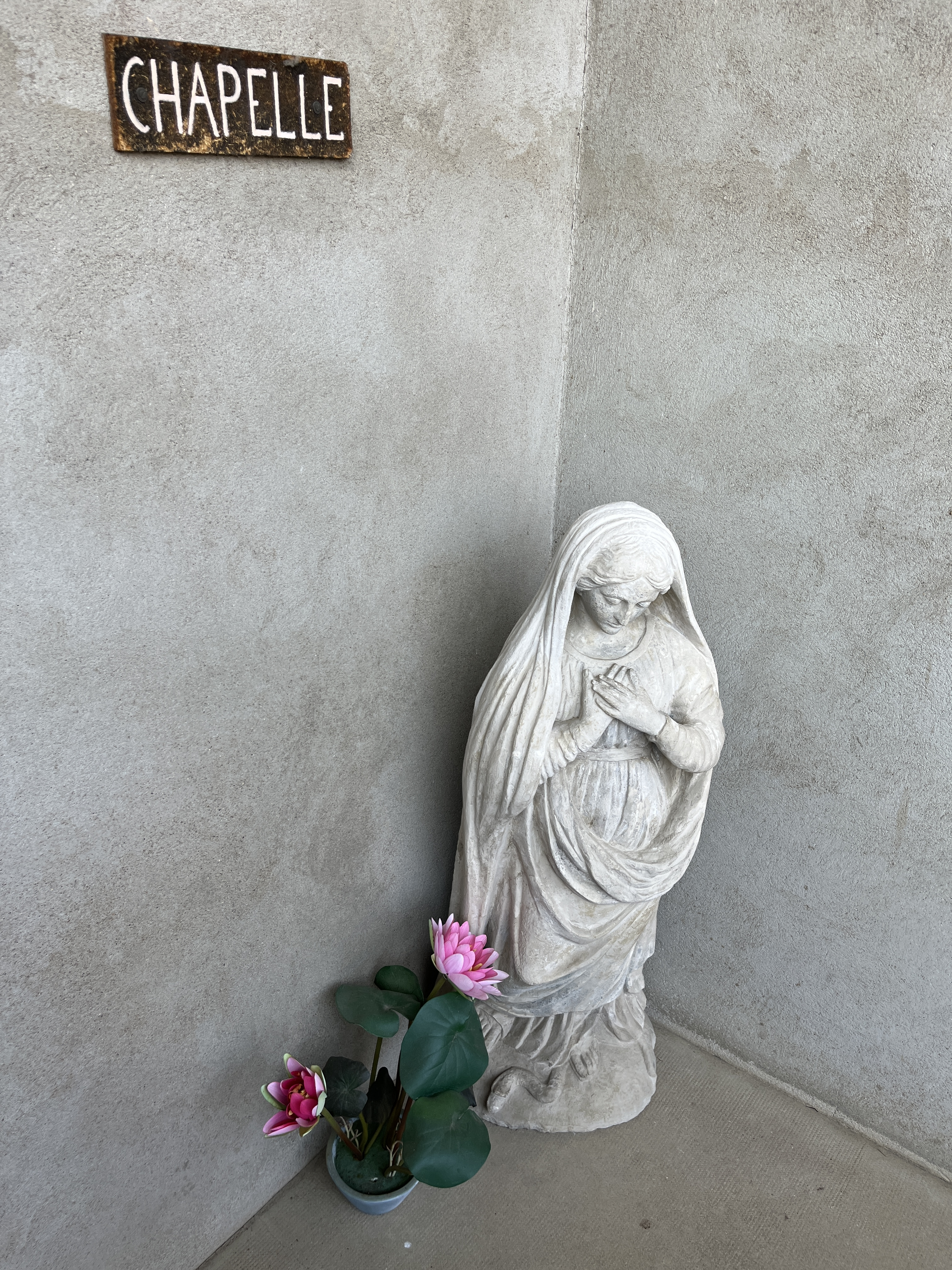
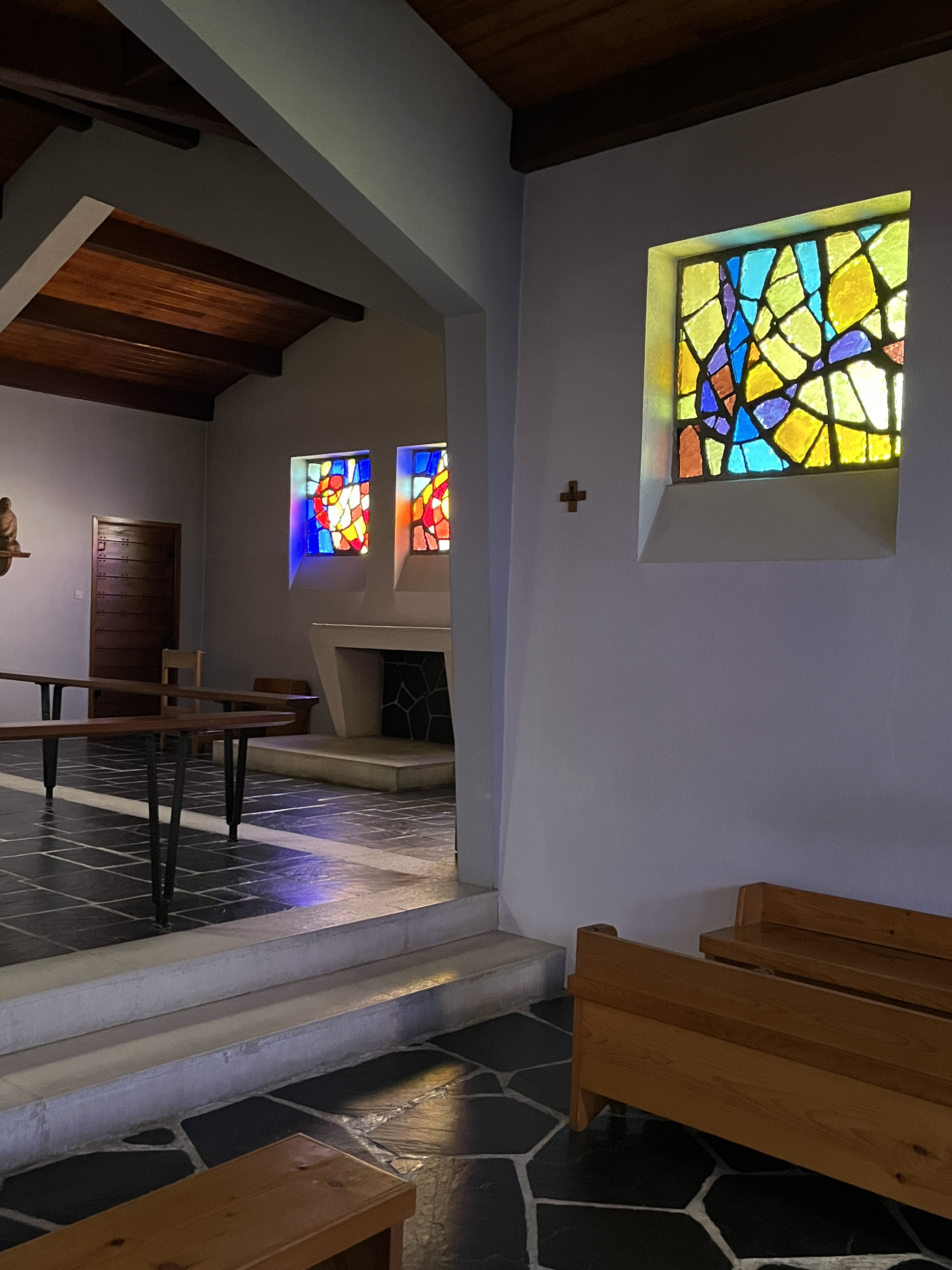
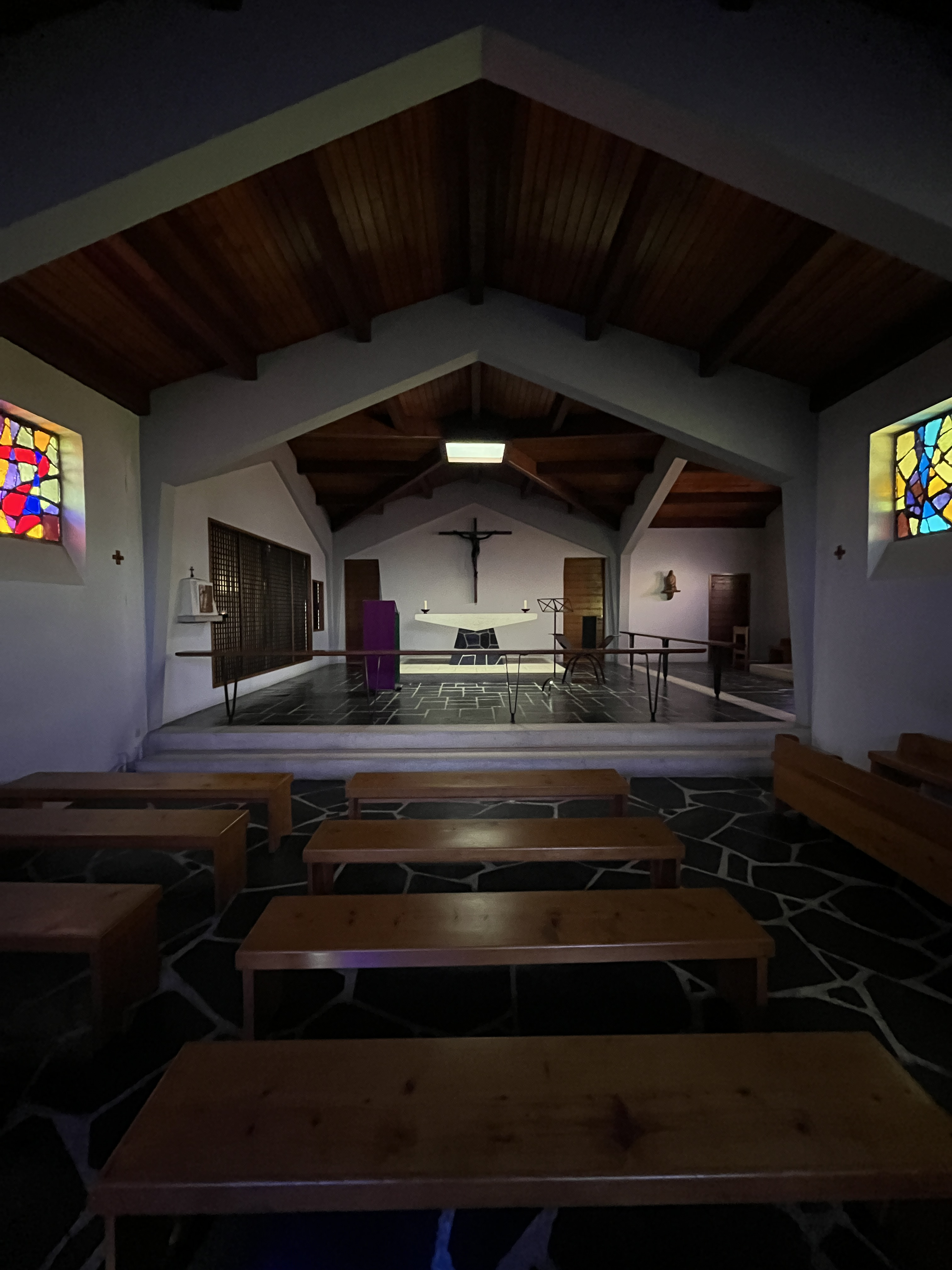
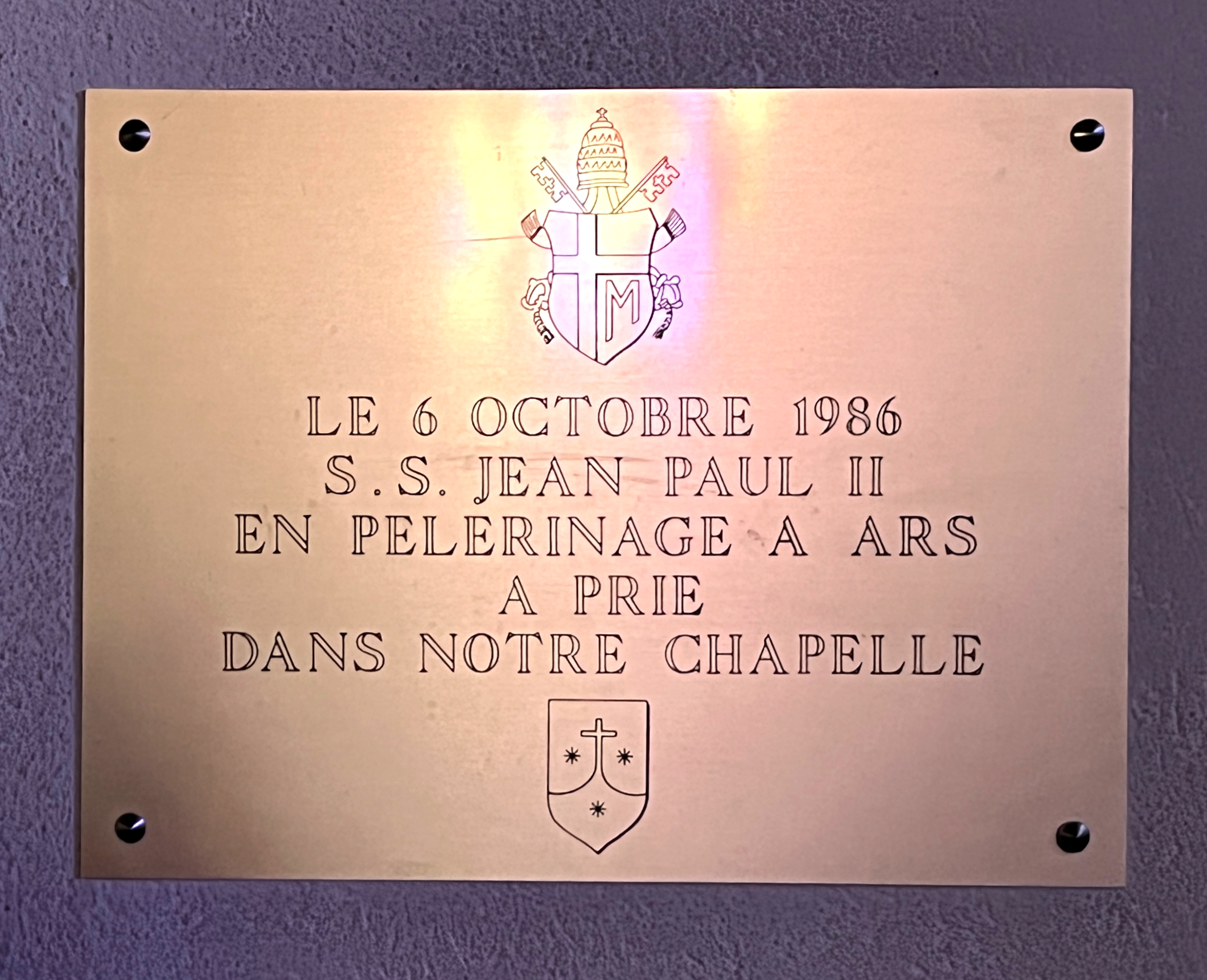